# Louie Bennett
Pour les articles homonymes, voir Bennett.
Louie Bennett (née Louisa Elizabeth Bennett en 1870 et morte en 1956) est une suffragette irlandaise, syndicaliste, journaliste et écrivain. Elle participa en 1911 à la mise en place du mouvement pour le suffrage des femmes.

## Biographie

### Enfance
Louisa Elizabeth Bennett nait à Temple Hill, dans les faubourgs de Dublin, dans une famille protestante installée en Irlande au XVIIIe siècle et appartenant à l'Église d'Irlande. L'aînée de dix enfants, elle a quatre sœurs et cinq frères. Son père, James Bennett, est expert en art et tient boutique à Ormond Quay. Sa mère, Susan Boulger, vient d'une famille aisée de Dublin. Elle suit d'abord sa scolarité à la maison avec ses frères et sœurs puis dans un internat en Angleterre et enfin au Collège Alexandra à Milltown. Elle séjourne à Bonn où elle étudie la musique.

### Suffragette
Dès la fin du XVIIe siècle, des associations de suffragettes se constituent en Irlande en réponse aux changements politiques et sociaux de l'époque. Louie Bennett commence à militer et, en 1911, avec Helen Chenevix, fusionne l'Association pour le Suffrage des Femmes Irlandaises ainsi que de nombreuses associations locales de suffragettes et crée la Irish Women's Suffrage Federation (en) (Fédération pour le suffrage des femmes irlandaises) (IWSF). La même année, les femmes avaient refusé de participer au recensement parce qu'on leur refuse le droit de vote. Pendant la guerre, alors que certaines suffragistes reportent la lutte, Louie Bennett affirme "Les femmes n'auraient jamais dû abandonner la bataille pour la justice, guerre ou pas guerre".

### Journaliste
En 1920, Louie Bennett prend le contrôle financier et éditorial du journal de la Ligue pour les femmes irlandaises : l'Irish Citizen. Il avait été créé en 1912 pour soutenir la cause des suffragettes et féministes irlandaises. Pour le relancer, elle en fait un journal syndical mais la presse d'impression est détruite par les Black and Tans et les disputes philosophiques internes signent l'arrêt de mort du journal. Le dernier numéro paraît en septembre 1920.

### Militante syndicale
Le Syndicat des Femmes Irlandaises est fondé en 1911. Avec Helena Molony, Helen Chenevix et Rosie Hackett, Louie Bennett en devient le porte-parole après le Congrès de 1916 à Sligo. Le 20 novembre 1935, à son initiative, le Syndicat organise des manifestations de rue contre les discriminations de la loi Seán Lemass sur les conditions de travail. Beaucoup de batailles menées par le Syndicat concernent l'amélioration des conditions de travail et de la rémunération des femmes. En 1945, il organise une grève de trois mois et gagne le droit à deux semaines de vacances annuelles, pour tous les travailleurs irlandais, hommes et femmes. 
Louie Bennett sera également secrétaire générale du Congrès des syndicats irlandais durant 38 ans, elle sera membre du comité exécutif de 1922 à 1931 et de 1944 à 1950. 

### Fin de vie
Louie Bennett ne se marie pas mais vit avec son amie Helen Chenevix à Killiney. Elle meurt le 25 novembre 1956, à l'âge de 86 ans. Elle est enterrée au cimetière de Deans Grange, avec sa mère, son père et son frère Lionel Vaughan Bennett.

## Publications
- The Proving of Priscilla, 1902, 303 p.
- A Prisoner of his Word, Maunsel, 1908, 241 p. [lire en ligne]